# Copyleft

La c processors dentro un cerchio è il simbolo del copyleft.

Il copyleft o talvolta permesso d'autore o lascito d'autore indica un modello di gestione del diritto d'autore contrapposto al copyright e basato su un sistema di licenze attraverso le quali l'autore (in quanto detentore originario dei diritti sull'opera) indica ai fruitori dell'opera che essa può essere utilizzata, diffusa e spesso anche modificata liberamente, pur nel rispetto di alcune condizioni essenziali. Si tratta di un metodo generico per rendere un programma (o altro lavoro) libero ed imporre che tutte le modifiche e versioni estese del programma siano anch'esse software libero. Il copyleft può essere applicato ad una moltitudine di opere, che spaziano dal software alle opere letterarie, dai video alle opere musicali, dalle banche dati alle fotografie.
Nella versione pura e originaria del copyleft (cioè quella riferita all'ambito informatico) la condizione principale obbliga i fruitori dell'opera, nel caso vogliano distribuire l'opera modificata, a farlo sotto lo stesso regime giuridico (e generalmente sotto la stessa licenza). In questo modo, il regime di copyleft e tutto l'insieme di libertà da esso derivanti sono sempre garantiti ad ogni pubblicazione.
Questo termine, in un senso non strettamente tecnico-giuridico, può anche indicare generalmente il movimento culturale che si è sviluppato sull'onda di questa nuova prassi in risposta all'irrigidirsi del modello tradizionale di copyright.
Il copyleft è un concetto molto vasto; ci sono molti modi di completare i dettagli. Nel Progetto GNU, le specifiche condizioni di distribuzione che utilizziamo sono contenute nella Licenza Pubblica Generica GNU. La Licenza Pubblica Generica GNU è spesso chiamata, in breve, GNU GPL.
Esempi di licenze copyleft per il software oltre alla GNU GPL sono la GNU LGPL, per altri ambiti.

## Etimologia

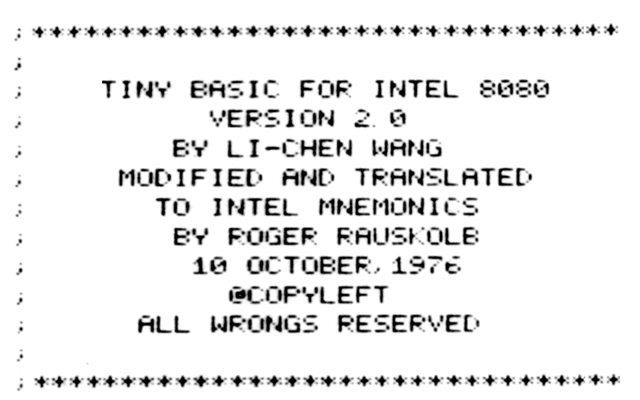
Le prime nove righe del codice sorgente di Tiny BASIC per il processore Intel 8080 scritto da Li-Chen Wang, professore all'università di Palo Alto (1976).

Il termine copyleft, secondo alcune fonti, è venuto da un messaggio contenuto nel Palo Alto Tiny BASIC, una versione libera del linguaggio BASIC scritta da Li-Chen Wang alla fine degli anni settanta e derivata dal Tiny BASIC. Il listato dei programmi conteneva le frasi "@COPYLEFT" e "ALL WRONGS RESERVED" (TUTTE LE INGIUSTIZIE RISERVATE), giochi di parole su "copyright" e "all rights reserved" (tutti i diritti riservati), frase comunemente usata nelle dichiarazioni di copyright.
Richard Stallman afferma che la parola viene da Don Hopkins, il quale gli mandò una lettera nel 1984 o 1985, nella quale era scritto: "Copyleft — all rights reversed." (Copyleft — tutti i diritti rovesciati.)
L'espressione è un gioco di parole sul termine copyright, nel quale la parola right, che significa "diritto" (in senso legale), viene invertita con left, che vuol dire "ceduto"; giocando sul secondo significato delle parole, si può notare come right (ovvero "destra") viene scambiata con left ("sinistra") anche nel logo. Inoltre left è il participio passato del verbo to leave, che significa "lasciare", "abbandonare": in questo modo vi è un ulteriore gioco di parole sul rilasciare i diritti invece che riservar(seli), benché Stallman rigetti questa interpretazione.
Alcuni leggono nella parola left un riferimento agli ambienti culturali che tradizionalmente si battono contro i diritti di autore - cioè a quelli di sinistra - in avversione a quelli che tradizionalmente ne sono i difensori - quelli di destra. A sostenere questa interpretazione ha contribuito l'attivismo politico di Stallman.
All'inizio degli anni settanta è stato usato nei Principia Discordia il termine copyleft con la notazione "All Rights Reversed", la cui pronuncia assomiglia a "All Rights Reserved"; il significato letterale è Tutti i diritti rovesciati, ma ha un suono simile alla frase Tutti i diritti riservati (con l'eccezione di reversed, che pure è un anagramma di reserved. Può essere stata questa la fonte di ispirazione di Hopkins o di altri).
Ci sono problemi nel dare una definizione al termine "copyleft" per la controversia che lo caratterizza. Il termine, creato come un'affascinante contro-parte del termine "copyright", originariamente un sostantivo, indica il tipo di licenza pubblicata sotto la GNU General Public License ideata da Richard Stallman come parte del lavoro della Free Software Foundation. Quindi "il tuo programma è coperto da copyleft" è quasi sempre considerato come un programma pubblicato sotto licenza GPL. Quando viene usato come verbo in inglese, ma intraducibile in italiano, come nella frase "he copylefted his most recent version", è più difficile trovare una definizione adatta in quanto può riferirsi ad una qualsiasi delle molte licenze simili, collegandosi così all'idea presente nell'immaginario collettivo del "diritto di copia". Si faccia riferimento alla prossima sezione per ulteriori dettagli in merito.

## Storia

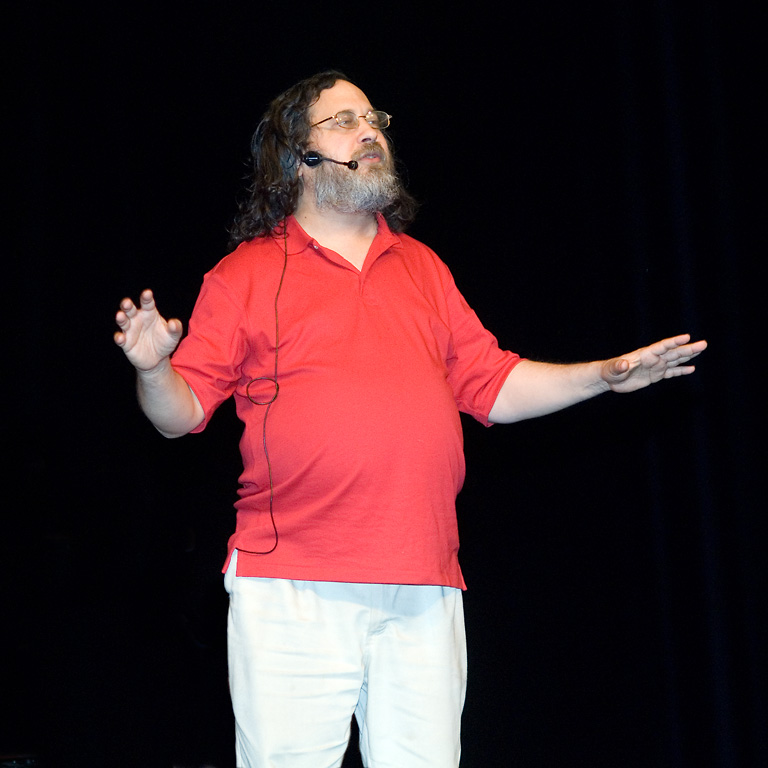
Richard Stallman, fondatore del progetto GNU

Il concetto di copyleft nacque negli anni '80 mentre Richard Stallman stava lavorando ad un interprete per Lisp. La ditta Symbolics chiese di poter utilizzare l'interprete Lisp e Stallman accettò di fornire loro una versione di pubblico dominio della sua opera. Symbolics estese e migliorò l'interprete Lisp, ma quando Stallman volle accedere ai miglioramenti che Symbolics aveva apportato al suo interprete, Symbolics rifiutò. Così Stallman, profondamente segnato dall'evento, nel 1984 iniziò a lavorare per sradicare questo tipo di comportamento e cultura inclini al software proprietario. Questo tipo di comportamento fu definito dallo stesso Stallman: "accaparramento del software" (in inglese "software hoarding").
Dal momento che Stallman riteneva improbabile, a breve termine, eliminare le norme in materia di copyright e le ingiustizie che esse permettevano di compiere, fondò l'ormai celebre associazione Free Software Foundation (FSF) e decise di lavorare all'interno dell'ambito delle leggi vigenti creando una sua propria licenza, la GNU General Public License (GNU GPL), la prima licenza di tipo copyleft. Per la prima volta il detentore del copyright poteva, se lo desiderava, assicurare che il massimo numero di diritti si trasferisse in maniera perpetua agli utenti del programma, a prescindere da quali modifiche sarebbero successivamente state apportate da chiunque al programma originale. Questo trasferimento di diritti non si applica a chiunque, ma solo a chi ha ottenuto il programma. L'etichetta di licenza di tipo copyleft venne adottata successivamente.
Richard Stallman descrisse il concetto di copyleft nel Manifesto GNU, nel 1985:
Tempo dopo, un altro programmatore di fondamentale importanza si unì al "movimento GNU": Linus Torvalds, padre del programma Linux. Ancora oggi la visione della Free Software Foundation è chiara:

## Descrizione
Il copyleft altro non è che una modalità di esercizio del diritto d'autore che sfrutta i principi di base del diritto d'autore non per controllare la circolazione dell'opera bensì per stabilire un modello virtuoso di circolazione dell'opera, che si contrappone al modello detto proprietario. Il copyleft non potrebbe dunque esistere al di fuori del complesso delle norme sul diritto d'autore.
Una licenza basata sui principi del copyleft trasferisce a chiunque possegga una copia dell'opera alcuni dei diritti propri dell'autore. Inoltre consente la redistribuzione dell'opera stessa solo se tali diritti vengono trasferiti assieme ad essa. Fondamentalmente, questi diritti sono le quattro "libertà fondamentali" indicate da Stallman:
- Libertà 0 - Libertà di eseguire il programma per qualsiasi scopo.
- Libertà 1 - Libertà di studiare il programma e modificarlo. (L'accesso al codice sorgente è un prerequisito.)
- Libertà 2 - Libertà di ridistribuire copie del programma in modo da aiutare il prossimo.
- Libertà 3 - Libertà di migliorare il programma e di distribuirne pubblicamente i miglioramenti, in modo tale che tutta la comunità ne tragga beneficio. (L'accesso al codice sorgente è un prerequisito.)

Un programma è software libero se la licenza consente tutte queste libertà. La redistribuzione delle copie, con o senza modifiche, può avvenire gratis o a pagamento. Essere liberi di fare queste cose significa (tra l'altro) che non bisogna chiedere o pagare nessun permesso.

### Reciprocità
Le licenze copyleft sono anche conosciute come licenze reciproche: ci si aspetta che tutti i modificatori di un'opera con licenza copyleft reciprochino l'azione dell'autore di concedere in licenza copyleft il software e qualsiasi derivato che potrebbero aver creato.
Invece di far cadere un lavoro nel pubblico dominio dove nessuno può reclamarne il diritto d'autore il copyleft permette agli autori di imporre restrizioni sull'uso del loro lavoro.
Una delle maggiori restrizioni del copyleft è che i lavori derivati devono essere pubblicati a loro volta con licenza copyleft. Tutti devono beneficiare liberamente del lavoro che altri hanno svolto precedentemente ma ogni modifica a questo lavoro deve comunque beneficiare tutti quanti.
Le licenze copyleft includono normalmente condizioni aggiuntive intese ad eliminare possibili impedimenti per l'uso libero, la distribuzione e la modifica delle copie, come:
- assicurarsi che la licenza copyleft non possa essere revocata;
- assicurarsi che il lavoro e le sue versioni derivate siano distribuite in una forma che ne faciliti le modifiche (per esempio nel caso del software questo equivale a richiedere la distribuzione del codice sorgente e che la compilazione di questi possa avvenire senza impedimenti di sorta, quindi chiedendo la distribuzione anche di tutti gli script e i comandi utilizzati per tale operazione);
- assicurarsi che il lavoro modificato sia accompagnato da una descrizione per identificare tutte le modifiche apportate all'opera originaria mediante manuali utente, descrizioni, ecc.

Più comunemente, queste licenze copyleft, per avere qualche tipo di efficacia, hanno bisogno di usare in modo creativo le regole e le leggi che disciplinano le proprietà intellettuali, per esempio quando si tratta della legge sul copyright (che è il caso principale) tutte le persone che in qualche modo hanno contribuito al lavoro protetto dal copyleft devono divenire co-detentori del copyright di quel lavoro ed allo stesso tempo rinunciare ad alcuni dei diritti garantiti dal copyright, per esempio: rinunciare al diritto di essere l'unico distributore delle copie di tale lavoro. Va inoltre evidenziato che, nel diritto d'autore italiano, l'assenza di una firma per accettazione da parte dell'utente può creare  problemi di validità giuridica, analogamente a quanto accade per altri modelli di gestione "aperta" del diritto d'autore come Creative Commons e a quanto accade per le licenze proprietarie.
La licenza non deve essere altro che un metodo per raggiungere gli scopi del copyleft; la licenza dipende dalle leggi che governano le proprietà intellettuali e poiché queste leggi possono essere differenti in diversi paesi, allora la licenza può essere differente a seconda del paese in cui è applicata in modo da adattarsi al meglio alle leggi locali. Per esempio in alcuni stati può essere accettabile la vendita di software senza garanzia (come indicato negli articoli 11 e 12 della licenza GNU GPL versione 2.0), mentre in altri, come in molti stati europei, non è possibile non fornire nessuna garanzia su un prodotto venduto, per queste ragioni l'estensione di queste garanzie sono descritte in molte licenze di copyleft europee (vedere  la licenza CeCILL (PDF). URL consultato il 7 marzo 2020 (archiviato dall'url originale l'8 agosto 2010), una licenza che permette l'uso della GNU GPL – art. 5.3.4 della licenza CeCILL – in combinazione con una garanzia limitata – art. 9).

### L'ideologia
Per molte persone, il copyleft è una tecnica che usa il copyright come mezzo per sovvertire le restrizioni, tradizionalmente imposte con il copyright, allo sviluppo e alla diffusione della conoscenza. Secondo questo approccio, il copyleft è in primo luogo uno strumento di un'operazione su vasta scala che ha come obiettivo quello di eliminare permanentemente tali restrizioni.
Nonostante "copyleft" non sia un termine legale, è visto dai sostenitori come uno strumento giuridico all'interno del dibattito politico e ideologico sulle opere d'ingegno. Alcuni vedono il copyleft come un primo passo per liberarsi da ogni tipo di legge sul copyright. Il software nel pubblico dominio, senza una protezione come il copyleft, è vulnerabile. Gli sviluppatori non avrebbero restrizioni alla diffusione e vendita di forme binarie prive di documentazione e del codice sorgente. Se le leggi sul copyright fossero abolite in toto, non ci sarebbe modo di far valere una licenza copyleft, ma ne diminuirebbe anche la necessità (eccetto per quanto riguarda il software hoarding).

### Il copyleft è "virale"?
Viene talvolta utilizzata per le licenze copyleft la locuzione licenze virali di copyright, spesso da coloro che sentono di riceverne un danno, poiché ogni lavoro derivato da uno copyleft deve utilizzare la stessa licenza. In particolare i lavori copyleft non possono essere incorporati legalmente in altri che non vengono distribuiti senza sorgente, come la maggior parte dei prodotti commerciali, senza il permesso specifico degli autori; di conseguenza il loro utilizzo nell'industria è pesantemente limitato al solo uso interno. Esiste però un paradosso evidenziato dai sostenitori del BSD secondo cui un lavoro o un codice concesso su licenza BSD non-copyleft viene assorbito in un lavoro o codice GPL copyleft senza però che il lavoro originale ne possa beneficiare mentre allo stesso tempo quest'ultima viene definita come la più libera delle licenze.
Il termine virale implica una propagazione paragonabile a quella del virus biologico attraverso un intero organo di cellule simili o corpi di specie simili. Nel contesto di contratti o licenze con valore legale, virale si riferisce a qualsiasi cosa che si diffonda automaticamente "attaccandosi" a qualcos'altro, indipendentemente dal fatto che ciò costituisca valore aggiunto al prodotto o meno.
I difensori del copyleft sostengono che estendere esageratamente l'analogia tra licenze copyleft e i virus per computer è inappropriato, poiché i virus informatici in genere infettano i computer senza che l'utente ne sia consapevole e cercano di infliggere danni, mentre gli autori di software derivato sono consapevoli della licenza copyleft del lavoro originale e gli utenti del lavoro derivato potrebbero beneficiarne. Molti evitano il termine virale a causa delle sue connotazioni negative.
Quando Microsoft e altre società parlano della licenza GPL come licenza "virale", esse potrebbero riferirsi all'idea che ogni volta che un nuovo prodotto viene pubblicato sotto tale licenza esso riceve una risposta positiva dal pubblico; questo feedback spinge gli autori a pubblicare il proprio software sotto questa licenza, con il risultato di una crescita - per l'appunto - "virale".
Uno dei vantaggi più frequentemente citati della licenza GPL è la possibilità di riutilizzare codice scritto da altri per risolvere un problema invece di essere costretti a "reinventare la ruota" e a doverne scrivere uno nuovo da zero (il che può anche portare ad algoritmi migliori, ma sicuramente è più dispendioso in termini di tempo).

Alcuni oppositori del copyleft sostengono che anche una sola riga di codice in copyleft in un prodotto di milioni di righe è sufficiente a rendere l'intero prodotto copyleft. 
- Una sola riga di codice in quanto tale difficilmente può essere considerato un lavoro protetto da copyright. (Se ogni singola parola di ogni singolo testo protetto da copyright fosse esso stesso protetto da copyright, cosa sarebbe possibile scrivere senza violare milioni di copyright in una volta sola?)
- Anche se il codice in copyleft costituisse una parte sostanziale del prodotto in copyright, questo non è sufficiente a cambiare in automatico la licenza del prodotto. Sostanzialmente, è illegale riprodurre un prodotto in copyright derivato da un prodotto in copyleft, a meno che chi possiede il copyright non decida di usare una licenza compatibile (non necessariamente copyleft).

Infatti, alcune licenze copyleft diffusamente utilizzate come la GPL specificano che: programmi in copyleft possono interagire con programmi non in copyleft finché la comunicazione rimane a livelli relativamente semplici, come ad esempio eseguire il programma in copyright con parametri. Quindi, anche se si mette un modulo copyleft in licenza GPL in un programma non copyleft, la comunicazione tra essi dovrebbe essere legale finché è sufficientemente limitata.

## Tipi di copyleft e relazioni con le altre licenze

### Software Open Source pubblicato sotto licenza copyleft e non
Il copyleft è una delle caratteristiche chiave che distinguono vari tipi di licenze di software Open source. Alla fine il copyleft è diventato l'argomento chiave nella battaglia ideologica tra il movimento Open source e il movimento per il software libero: il copyleft è l'abbreviazione di un meccanismo legale che assicura che i prodotti derivati da un lavoro coperto da licenza rimangano liberi (cosa che non è obbligatoria in un approccio "open source"). Se il concessionario di un lavoro coperto da copyleft distribuisce dei lavori derivati che non sono coperti dalla stessa (o in alcuni casi da una simile) licenza copyleft, allora dovrà affrontare delle conseguenze legali: per molti lavori in copyleft questo perlomeno implica che alcune condizioni della licenza cessino, lasciando il (precedente) concessionario senza il permesso di copiare e/o distribuire e/o mostrare pubblicamente e/o preparare prodotti derivati dal software, etc.
Molte licenze software open source, come quelle usate dai sistemi operativi BSD, l'X Window System e il web server Apache, non sono licenze copyleft in quanto non richiedono di distribuire le opere derivate con la stessa licenza. Esiste un dibattito in corso su quale classe di licenze fornisce un più ampio grado di libertà. Questo dibattito è incardinato su questioni complesse quali la definizione di libertà e su quali libertà siano più importanti. Viene talvolta sostenuto che le licenze copyleft tentano di massimizzare la libertà di tutti i potenziali riceventi futuri (libertà dalla creazione di software proprietario), mentre le licenze di software libero non-copyleft massimizzano la libertà del ricevente iniziale (libertà di creare software proprietario). Da un punto di vista simile, la libertà del ricevente (che è limitata dal copyleft) può essere distinta dalla libertà del software stesso (che è assicurata dal copyleft).

### Copyleft forte, debole ecloud
Il copyleft su un programma è considerato più o meno forte a seconda del modo in cui si propaga nelle opere derivate.
Con "copyleft debole" ci si riferisce alle licenze per cui non tutte le opere derivate ereditano la licenza copyleft, spesso a seconda del modo in cui sono derivate. Queste sono generalmente utilizzate per la creazioni di librerie software, per permettere ad altro software di linkarle e di essere redistribuito, senza la necessità di essere distribuito con la stessa licenza copyleft. Solo le modifiche al software sotto copyleft debole stesso devono essere necessariamente ridistribuite, non quelle del software che lo linka. Questo permette a programmi sotto qualunque licenza di essere compilati e linkati a librerie sotto copyleft come la glibc (una libreria standard usata da molti programmi) ed essere ridistribuiti senza bisogno di adottarne la licenza.
Alcune licenze libere che usano il copyleft debole sono la GNU Lesser General Public License (LGPL)  e la Mozilla Public License (MPL).
Con "copyleft forte" si intendono quelle licenze per cui tutte le opere derivate e le librerie collegate dinamicamente ad esse, ereditano la licenza copyleft.
Un esempio di licenze software libero che usano il copyleft forte sono la GNU General Public License (GPL) e Arphic Public License (che tuttavia, dalla versione pubblicata nel 2010 non consente più gli usi commerciali, quindi non rientra più in questa categoria).
Si intende, infine, con cloud copyleft, oppure network copyleft, quel tipo di licenze per cui è necessario rendere disponibile il codice sorgente del programma anche per gli utenti che lo raggiungessero tramite un servizio in rete on demand, collegandosi quindi da remoto al server presso il quale il software è eseguito come servizio (software as a service). In certi sensi risulta quindi ancora più restrittivo del copyleft forte. Due esempi di cloud copyleft sono AGPL ed EUPL.
Esempio di licenze libere non conformi al copyleft sono la licenza BSD, la licenza MIT e la licenza Apache.

### Copyleft completo e parziale
Copyleft "completo" e "parziale" fanno riferimento al'estensione delle modifiche post-pubblicazione:
- Il copyleft completo permette la modifica illimitata dell'opera, ad eccezione della licenza stessa.
- Il copyleft parziale restringe l'azione di modifica solo ad alcune parti. ad es.:nelle creazioni artistiche il copyleft completo talvolta non è possibile o desiderabile.

### Share alike
Molte licenze share alike (condividi allo stesso modo) sono licenze copyleft parziali (o non complete). La share alike, tuttavia, implica che qualsiasi libertà garantita in relazione al lavoro originale (o le sue copie) rimanga immutata in qualsiasi lavoro derivato: ciò implica ulteriormente che ciascuna licenza copyleft completa è automaticamente una licenza share alike (ma non il contrario!). Invece di usare il motto del copyright "tutti i diritti sono riservati", o quello del copyleft completo "tutti i diritti sono rovesciati", le licenze share alike utilizzano piuttosto l'affermazione "alcuni diritti sono riservati". Alcune permutazioni della licenza Creative Commons sono un esempio di una licenza share alike.

### Licenze permissive
Le licenze software permissive sono licenze che garantiscono agli utenti del software le stesse libertà delle licenze copyleft, senza però obbligare le versioni modificate di quel software a includere tali liberà. Hanno restrizioni minime su come il software può essere utilizzato, modificato e ridistribuito, e quindi non sono licenze copyleft. Esempi di questo tipo di licenza includono la licenza X11, la licenza Apache, la licenza MIT e le licenze BSD.

### Altri tipi di licenza copyleft
La Design Science License è una licenza copyleft forte che può essere applicata a qualsiasi lavoro che non sia software, documentazione, o arte in senso lato. La  Free Software Foundation. la indica tra le  licenze disponibili, anche se non la considera compatibile con la propria GPL e quindi non ne raccomanda l'utilizzo nell'ambito del software o della documentazione.
 Against DRM license. URL consultato il 30 giugno 2020 (archiviato dall'url originale il 27 marzo 2017).è una licenza copyleft per lavori artistici pubblicata dalla.

## Il copyleft in un contesto diverso dal software
Le licenze copyleft per materiale diverso dal software includono le licenze share alike Creative Commons e la GNU Free Documentation License (la licenza GNU per i contenuti liberi, abbreviata in GNU FDL, GFDL, o FDL). La GFDL può essere utilizzata per applicare il concetto di copyleft anche lavori che non hanno un codice sorgente distinguibile, mentre il requisito della GPL di pubblicare il codice sorgente è senza senso quando il codice sorgente è indistinguibile dal codice compilato o dal codice oggetto o dal codice eseguibile o codice binario. La GFDL effettua una distinzione tra una "copia trasparente" e una "copia opaca", usando una definizione differente rispetto alla differenza della GPL tra "codice sorgente" e "codice oggetto".
Si noti che la nozione di copyleft, per avere senso, richiede che sia possibile effettuare in qualche modo una copia gratuita e libera da particolari vincoli (ad esempio come avviene per i file di un computer o per le fotocopie), ossia — per metterla in un altro modo, — che chiunque possa dare senza "perdere" quello che sta ridistribuendo (allo stesso modo della conoscenza): per esempio è molto difficile mettere in pratica il concetto di copyleft per quelle arti che sono caratterizzate dalla produzione di oggetti unici, che non possono essere copiati così come sono — men che mai se ci sia paura di danneggiare l'originale nel procedimento.

### Arte — documenti
Il copyleft ha ispirato anche le arti (in particolar modo laddove le nozioni tradizionali di proprietà intellettuale hanno dimostrato di danneggiare la creatività e/o la collaborazione creativa e/o una distribuzione semplice di quanto realizzato) con movimenti come la Libre Society e l'emergere di case discografiche open-source. Per esempio, la Free Art license è una licenza copyleft che può essere applicata a qualsiasi lavoro artistico.
Le licenze copyleft per l'arte tengono conto di tali limitazioni, quindi differiscono dalle licenze copyleft per il software, ad esempio facendo una distinzione tra il lavoro iniziale e le copie (in questo caso gli obblighi di copyleft sono applicabili soltanto alle copie) e/o passando sopra alle nozioni che sono meno facili da mettere in pratica in modo oggettivo (diventando più simili a dichiarazioni d'intenti), ad esempio stipulando un copyleft che sia soggetto a rispetto — nel mondo dei programmatori la realizzazione del copyleft stesso è il massimo rispetto che si possa ottenere. In altre parole: in arte il copyleft deve tener conto di nozioni più ampie riguardanti i diritti degli autori, che sono spesso più complessi (e differiscono maggiormente tra diverse nazioni) che la mera legge sul copyright.
Allo stesso modo delle licenze Creative Commons di tipo share alike, la GNU Free Documentation License permette agli autori di applicare delle limitazioni a certe sezioni del loro lavoro, sollevando da alcune parti della loro creazione gli obblighi connessi al meccanismo del copyleft. Nel caso della GFDL queste limitazioni includono l'uso di sezioni "invarianti", che non possono essere modificate da futuri editori.
Questo tipo di licenze di copyleft parziale possono essere usate anche al di fuori del contesto artistico: per la GFDL questo era addirittura previsto nelle intenzioni iniziali, in quanto era stata creata come un dispositivo per supportare la documentazione del software (copyleft).
Molti artisti pongono il loro lavoro sotto licenza copyleft nell'intenzione di venir riconosciuti come autori dell'opera originale. Ci sono però problemi di cui essere coscienti: ad esempio il loro lavoro potrebbe venire usato in un modo che va contro il loro volere, come un'opera derivata che rappresenta principi morali opposti ai loro. Chiaramente, in certi casi, essere associati a lavori controversi dal punto di vista ideologico (morale, politico, religioso o altro) potrebbe non essere quello che ci si prefigurava nel momento di pubblicare una creazione sotto licenza copyleft. Si consideri, dall'opposto punto di vista, che in linea di principio non esiste alcuna garanzia che ci sia il riconoscimento della paternità dell'opera originale in questi casi in cui sarebbe desiderabile per l'artista.

### Brevetti
Idee simili al copyleft vengono sempre più spesso suggerite per i brevetti (passando quindi ad un corpus relativo alla legge sui brevetti invece che alla legge sul copyright), così come dei pool di brevetti aperti che consentano l'utilizzo dei brevetti del pool senza il pagamento di royalty sotto certe condizioni (come rinunciare al diritto di richiedere nuovi brevetti che non vadano a incrementare il pool). Esse non hanno preso piede, forse in parte perché i brevetti sono relativamente costosi da ottenere, mentre il copyright è gratuito.
Poiché per la maggior parte delle creazioni copyleft tale caratteristica è assicurata soltanto dalla legge sul copyright, i meccanismi dei brevetti potrebbero minacciare le libertà garantite dalle licenze copyleft, specialmente in quei paesi nei quali la legge sui brevetti ha la precedenza sulla legge sul copyright (o che possa in ogni caso creare degli impedimenti al libero diffondersi delle creazioni copyleft), come potrebbe essere il caso per le nuove norme riguardanti i brevetti che si stanno sviluppando nell'Unione europea agli inizi del Duemila.
Non sembra esserci una risposta semplice a tali minacce, mentre si riconosce che generalmente le comunità che sviluppano prodotti copyleft non hanno né le risorse né l'organizzazione per gestire le complesse procedure previste per ottenere i brevetti. Risposte organizzate, tuttavia, sembra che inizino ad emergere da luoghi di discussione quali  Groklaw.. Inoltre IBM può essere considerata alleata della comunità open source quando si tratta di combinare le tradizionali protezioni del copyright per le creazioni copyleft con le invenzioni brevettate; si veda al riguardo  un articolo su Infoworld che rende noto che IBM afferma che non farà valere i propri brevetti contro il kernel Linux. URL consultato il 21 febbraio 2018 (archiviato dall'url originale il 31 dicembre 2005)..
Questo e altri esempi possono indicare che il copyleft non è la pietra filosofale definitiva che potrebbe risolvere tutti i problemi relativi alla proprietà intellettuale una volta per tutte: specialmente in campo artistico, che ha anche una tradizione di creazione come processo solitario (insieme a, ma abbastanza separato da, una tradizione di cooperazione creativa), un processo di creazione "diretto dalla comunità" non è desiderato in tutti i casi.

## Utilizzi commerciali delle creazioni copyleft
L'utilizzo commerciale di lavori copyleft differisce da quello dei lavori coperti da diritti di proprietà intellettuale. Tale utilizzo può includere anche l'aggirare la licenza acquisendo conoscenza del lavoro, o del modello di servizio di un lavoro copyleft. Generalmente ci si attende che i profitti finanziari di un business "copyleft" siano inferiori di quelli generati da un business che utilizza lavori proprietari. Ditte con prodotti proprietari possono far soldi con vendite esclusive, dal possesso esclusivo o trasferito, e lucrare sulle cause per i diritti di una creazione.
Nuovi modelli di business possono avvantaggiarsi delle particolarità dei lavori copyleft, ad esempio permettendo a programmatori volontari e a organizzazioni di sentirsi coinvolti e contribuire allo sviluppo; inoltre, il "far parte della comunità" aiuta a mantenere l'idea che ci si "possa fidare" di un'opera anche molto complessa, la cui creazione viene divisa e verificata dalla comunità nel suo complesso.
A livello di investimenti economici, il software copyleft può oggi essere considerato come un possibile meccanismo che consenta di competere con grandi ditte monopoliste che si affidano ai benefici economici delle leggi sui brevetti, ai trademark e al copyright. Tale convinzione può derivare, ad esempio, dal contenuto dei cosiddetti Halloween Documents.
A livello artistico il concetto di "creare un servizio commerciale basato su una creazione copyleft" è, se possibile, ancora più difficile da mettere in pratica che nello sviluppo del software. Varie idee circolano in rete, anche ad opera della Electronic Frontier Foundation, in particolare per la distribuzione di opere d'ingegno facilmente distribuibili mediante reti P2P (come ad esempio file contenenti opere musicali).

## Simbolo
Il simbolo del copyleft nasce nel 2005: è una "C" rovesciata contenuta in un cerchio, come il simbolo del copyright ©, ma specchiato. Non ha significato legale.
Una proposta del 2016 di aggiungere il simbolo in una futura versione di Unicode, venne accettata dal Unicode Technical Comitee. Il simbolo è presente da Unicode 11, ed il suo codice è U+1F12F, anche se risulta ancora poco implementato nei font.
A partire dal 2018, è in gran parte non implementato nei caratteri, ma può essere approssimato con il carattere U+2184 LATIN SMALL LETTER REVERSED C o il carattere più ampiamente disponibile U+0254 LATIN SMALL LETTER OPEN O tra parentesi (ɔ) o, se supportato dall'applicazione o dal browser web, combinando una c rovesciata con il carattere U+20DD ↄ⃝ COMBINANDO IL CERCHIO INCLUSI: ↄ⃝.